# Portrait d'Ievgueni Mravinski
Portrait d'Ievgueni Mravinski est un tableau peint par Lev Roussov en 1957. Il mesure 95 cm de haut sur 73 cm de large. Il représente le chef d'orchestre Ievgueni Mravinski. Il est conservé dans une collection privée à Moscou.